# Albert Bouvet
Albert Bouvet (ur. 28 lutego 1930 w Mellé, zm. 20 maja 2017) – francuski kolarz torowy i szosowy, dwukrotny medalista torowych mistrzostw świata.

## Kariera
Pierwszy sukces w karierze Albert Bouvet osiągnął w 1953 roku, kiedy zwyciężył w szosowym GP de France. Na rozgrywanych cztery lata później torowych mistrzostwach świata w Liège Bouvet zdobył srebrny medal w indywidualnym wyścigu na dochodzenie zawodowców, ulegając jedynie swemu rodakowi Rogerowi Rivière. Wynik ten powtórzył podczas mistrzostw świata w Amsterdamie w 1959 roku, gdzie także zwyciężył Rivière. Wielokrotnie zdobywał medale torowych mistrzostw kraju, w tym cztery złote. W wyścigach szosowych startował głównie na arenie krajowej, wygrywając między innymi Paryż-Tours w 1956 roku. Nigdy nie wystąpił na igrzyskach olimpijskich.